# Lara Gut-Behrami
Lara Gut-Behrami (ur. 27 kwietnia 1991 w Sorengo) – szwajcarska narciarka alpejska, wielokrotna medalistka mistrzostw świata, trzykrotna medalistka olimpijska, dwukrotna wicemistrzyni świata juniorek oraz dwukrotna zdobywczyni Pucharu Świata.
Od sezonu 2018/2019 występuje pod dwuczłonowym nazwiskiem Gut-Behrami. Jej mężem jest szwajcarski piłkarz, kapitan reprezentacji Szwajcarii Valon Behrami.

## Kariera
Specjalizuje się w konkurencjach szybkościowych. Po raz pierwszy na arenie międzynarodowej pojawiła się 22 sierpnia 2006 roku w Las Leñas, gdzie w zawodach FIS Race zajęła drugie miejsce w slalomie. W 2007 roku startowała na mistrzostwach świata juniorów w Altenmarkt, zdobywając srebro w zjeździe, w którym wyprzedziła ją tylko Tina Weirather z Liechtensteinu. Srebrny medal przywiozła również z rozgrywanych rok później mistrzostw świata juniorów w Formigal. Drugie miejsce zajęła ponownie w zjeździe, ulegając Ilce Štuhec ze Słowenii. Startowała także w supergigancie podczas mistrzostw świata juniorów w Ga-Pa w 2009 roku, jednak została zdyskwalifikowana.
W zawodach Pucharu Świata zadebiutowała 28 grudnia 2007 roku w Lienzu, gdzie nie ukończyła slalomu giganta. Pierwsze pucharowe punkty wywalczyła 2 lutego 2008 roku w Sankt Moritz, zajmując trzecie miejsce w zjeździe. Tym samym zdobywając pierwsze pucharowe punkty stanęła od razu na podium, plasując się za Słowenką Tiną Maze i Austriaczką Marią Holaus. Dziesięć miesięcy później, 20 grudnia 2008 roku w tej samej miejscowości odniosła pierwsze zwycięstwo. Najlepsze wyniki osiągała w sezonie 2013/2014, kiedy zajęła trzecie w klasyfikacji generalnej, wyprzedziły ją jedynie Austriaczka Anna Fenninger oraz Niemka Maria Höfl-Riesch. Ponadto Gut zwyciężyła w klasyfikacji supergiganta, wyprzedzając Fenninger i Weirather.
W 2009 roku wystąpiła na mistrzostwach świata w Val d’Isère, zdobywając srebrne medale w zjeździe i superkombinacji. W pierwszym przypadku wyprzedziła ją jedynie Lindsey Vonn ze Stanów Zjednoczonych, a w drugim lepsza była Kathrin Zettel z Austrii. Z powodów zdrowotnych nie udało się jej wystartować podczas igrzysk olimpijskich w Vancouver w 2010 roku, a z rozgrywanych rok później mistrzostw świata w Garmisch-Partenkirchen wróciła bez medalu. Dwukrotnie otarła się o podium, zajmując czwarte miejsca w zjeździe i supergigancie. Swój trzeci srebrny medal w trzeciej konkurencji zdobyła na mistrzostwach świata w Schladming w 2013 roku, zajmując drugie miejsce za Tiną Maze w supergigancie. Brała też udział w igrzyskach w Soczi w 2014 roku. W superkombinacji po zjeździe zajmowała drugie miejsce, ustępując jedynie Amerykance Julii Mancuso o 0,47 s. Slalomu nie ukończyła, podobnie jak osiem innych zawodniczek i nie została sklasyfikowana.
Drugi występ olimpijski, w zjeździe, zakończył się zdobyciem przez Gut brązowego medalu. Przegrała tam z dwoma zdobywczyniami złotego medalu: Tiną Maze oraz Dominique Gisin o 0,10 s. Był to pierwszy przypadek w historii, gdy złoty medal olimpijski w narciarstwie alpejskim zdobyły dwie zawodniczki. Z mistrzostw świata w Vail/Beaver Creek w 2015 roku wróciła z brązowym medalem wywalczonym w zjeździe. Rozgrywany trzy dni wcześniej supergigant ukończyła na siódmej pozycji. Mistrzostwa świata w Sankt Moritz dwa lata później rozpoczęła od zajęcia trzeciego miejsca w supergigancie. Szybsze były tylko Nicole Schmidhofer z Austrii i Tina Weirather. Następnie wystąpiła w superkombinacji, w której po zjeździe zajmowała trzecią pozycję. W trakcie rozgrzewki przed slalomem do superkombinacji Szwajcarka doznała kontuzji, zrywając więzadło krzyżowe przednie w lewym kolanie. Kontuzja ta nie tylko wykluczyła ją z dalszego udziału w mistrzostwach, ale przekreśliła szanse na zdobycie Kryształowej Kuli w sezonie 2016/2017 (Gut w momencie kontuzji zajmowała drugie miejsce w klasyfikacji generalnej, 180 punktów za Mikaelą Shiffrin z USA).
Do rywalizacji powróciła w pierwszych zawodach sezonu 2017/2018, w Sölden, gdzie nie ukończyła giganta. Jednak już w piątych zawodach cyklu, 3 grudnia 2017 roku w Lake Louise stanęła na podium, kończąc supergigant na drugiej pozycji. W kolejnych startach wielokrotnie plasowała się w czołowej dziesiątce, w tym dwukrotnie stając na podium: 13 stycznia 2018 roku w Bad Kleinkirchheim ponownie była druga w supergigancie, a osiem dni później w Cortinie d'Ampezzo w tej samej konkurencji była najlepsza. Ostatecznie sezon zakończyła na dwunastej pozycji w klasyfikacji generalnej i drugiej w klasyfikacji supergiganta. Podczas igrzysk olimpijskich w Pjongczangu zajęła czwarte miejsce w supergigancie, przegrywając walkę o podium z Tiną Weirather o 0,01 sekundy. Z mistrzostw świata w Åre w 2019 roku wróciła bez medalu. Dwukrotnie znalazła się w czołowej dziesiątce: w zjeździe była ósma, a w supergigancie dziewiąta. W Pucharze Świata w sezonie 2018/2019 dwa razy stawała na podium, ostatecznie zajmując 21. miejsce w klasyfikacji generalnej, co było jej najsłabszym wynikiem od sezonu 2007/08.
W kolejnym sezonie na podium stawała trzykrotnie, odnosząc przy tym dwa zwycięstwa. W klasyfikacji generalnej dało jej to siódme miejsce, jednocześnie była czwarta w klasyfikacjach zjazdu i supergiganta. W lutym 2021 roku wystąpiła na mistrzostwach świata w Cortinie d'Ampezzo, zdobywając trzy medale. Najpierw zwyciężyła w supergigancie, wyprzedzając swą rodaczkę Corinne Suter i Mikaelę Shiffrin. Dwa dni później była trzecia w zjeździe, plasując się za Suter i Niemką Kirą Weidle. Ponadto zwyciężyła w gigancie, tym razem pokonując Shiffrin i Austriaczkę Katharinę Liensberger. W sezonie 2020/2021 dziesięć razy stawała na podium, z czego sześciokrotnie zwyciężała. W klasyfikacji generalnej była druga, klasyfikację supergiganta wygrała, a w klasyfikacjach zjazdu i PAR była trzecia. 
Na igrzyskach olimpijskich w Pekinie w 2022 roku dwukrotnie stawała na podium. W supergigancie zwyciężyła, co był pierwszym w historii złotym medalem dla Szwajcarii w tej konkurencji. Pozostałe miejsca na podium zajęły Austriaczka Mirjam Puchner i Michelle Gisin ze Szwajcarii. Zdobyła tam też brązowy medal w gigancie, plasując się za Sarą Hector ze Szwecji i Włoszką Federicą Brignone. W zawodach pucharowych sezonu 2021/2022 na podium stała pięć razy, dwukrotnie zwyciężając. W klasyfikacji generalnej była jedenasta, a w klasyfikacji supergiganta szósta. Sezon 2022/2023 ukończyła na drugiej pozycji, ulegając tylko Shiffrin. Na podium stawała dziewięciokrotnie, odnosząc trzy zwycięstwa. W klasyfikacji supergiganta była najlepsza, w klasyfikacji giganta była druga, a w klasyfikacji zjazdu zajęła szóste miejsce. Z rozgrywanych w lutym 2023 roku mistrzostw świata w Courchevel/Méribel wróciła bez medalu; najbliżej podium była w gigancie, który ukończyła na czwartej pozycji. Walkę o trzecie miejsce przegrała z Norweżką Ragnhild Mowinckel o 0,09 sekundy.
W sezonie 2023/2024 szesnaście razy stawała na podium zawodów Pucharu Świata, przy czym ośmiokrotnie zwyciężała. Ostatecznie zwyciężyła w klasyfikacji generalnej, klasyfikacji giganta oraz supergiganta, a w klasyfikacji zjazdu była druga. Została tym samym pierwszą Szwajcarką od 19 lat, która co najmniej dwukrotnie zdobyła Kryształową Kulę (w sezonach 1993/1994 i 1994/1995 zwyciężała Vreni Schneider).
Na mistrzostwach świata w Saalbach w 2025 roku wywalczyła srebrny medal w kombinacji drużynowej.

## Osiągnięcia

### Igrzyska olimpijskie
| Miejsce | Dzień     | Rok  | Miejscowość     | Konkurencja     | Czas biegu | Strata | Zwyciężczyni              |
| ------- | --------- | ---- | --------------- | --------------- | ---------- | ------ | ------------------------- |
| DNF2    | 10 lutego | 2014 | Krasnaja Polana | Superkombinacja | 2:34,62    | –      | Maria Höfl-Riesch         |
| 3.      | 12 lutego | 2014 | Krasnaja Polana | Zjazd           | 1:41,57    | +0,10  | Tina Maze Dominique Gisin |
| 4.      | 15 lutego | 2014 | Krasnaja Polana | Supergigant     | 1:25,52    | +0,73  | Anna Fenninger            |
| 9.      | 18 lutego | 2014 | Krasnaja Polana | Gigant          | 2:36,87    | +1,77  | Tina Maze                 |
| DNF1    | 15 lutego | 2018 | Pjongczang      | Gigant          | 2:20,02    | -      | Mikaela Shiffrin          |
| 4.      | 17 lutego | 2018 | Pjongczang      | Supergigant     | 1:21,11    | +0,12  | Ester Ledecká             |
| DNF     | 21 lutego | 2018 | Pjongczang      | Zjazd           | 1:39,22    | -      | Sofia Goggia              |
| 3.      | 7 lutego  | 2022 | Pekin           | Gigant          | 1:55,69    | +0,72  | Sara Hector               |
| 1.      | 11 lutego | 2022 | Pekin           | Supergigant     | 1:13,51    | -      | -                         |
| 16.     | 15 lutego | 2022 | Pekin           | Zjazd           | 1:31,87    | +2,16  | Corinne Suter             |

### Mistrzostwa świata
| Miejsce | Dzień     | Rok  | Miejscowość            | Konkurencja          | Czas biegu | Strata | Zwyciężczyni                        |
| ------- | --------- | ---- | ---------------------- | -------------------- | ---------- | ------ | ----------------------------------- |
| 7.      | 3 lutego  | 2009 | Val d’Isère            | Supergigant          | 1:20,73    | +1,61  | Lindsey Vonn                        |
| 2.      | 6 lutego  | 2009 | Val d’Isère            | Superkombinacja      | 2:20,13    | +0,56  | Kathrin Zettel                      |
| 2.      | 9 lutego  | 2009 | Val d’Isère            | Zjazd                | 1:30,31    | +0,52  | Lindsey Vonn                        |
| DNF1    | 12 lutego | 2009 | Val d’Isère            | Gigant               | 2:03,49    | –      | Kathrin Hölzl                       |
| 4.      | 8 lutego  | 2011 | Garmisch-Partenkirchen | Supergigant          | 1:23,82    | +0,44  | Elisabeth Görgl                     |
| DNF2    | 11 lutego | 2011 | Garmisch-Partenkirchen | Superkombinacja      | 2:43,23    | –      | Anna Fenninger                      |
| 4.      | 13 lutego | 2011 | Garmisch-Partenkirchen | Zjazd                | 1:47,24    | +0,94  | Elisabeth Görgl                     |
| 20.     | 17 lutego | 2011 | Garmisch-Partenkirchen | Gigant               | 2:20,54    | +2,29  | Tina Maze                           |
| 2.      | 5 lutego  | 2013 | Schladming             | Supergigant          | 1:35,39    | +0,38  | Tina Maze                           |
| DNF 2   | 8 lutego  | 2013 | Schladming             | Superkombinacja      | 2:39,92    | –      | Maria Höfl-Riesch                   |
| 16.     | 10 lutego | 2013 | Schladming             | Zjazd                | 1:50,00    | +1,96  | Marion Rolland                      |
| 7.      | 14 lutego | 2013 | Schladming             | Gigant               | 2:08,06    | +2,38  | Tessa Worley                        |
| 7.      | 3 lutego  | 2015 | Vail / Beaver Creek    | Supergigant          | 1:10,29    | +1,28  | Anna Fenninger                      |
| 3.      | 6 lutego  | 2015 | Vail / Beaver Creek    | Zjazd                | 1:45,89    | +0,34  | Tina Maze                           |
| 3.      | 3 lutego  | 2017 | Sankt Moritz           | Supergigant          | 1:32,34    | +0,36  | Nicole Schmidhofer                  |
| DNS2    | 10 lutego | 2017 | Sankt Moritz           | Superkombinacja      | 1:58,88    | -      | Wendy Holdener                      |
| 9.      | 5 lutego  | 2019 | Åre                    | Supergigant          | 1:04,89    | +0,48  | Mikaela Shiffrin                    |
| DNS2    | 8 lutego  | 2019 | Åre                    | Superkombinacja      | 2:02,13    | -      | Wendy Holdener                      |
| 8.      | 10 lutego | 2019 | Åre                    | Zjazd                | 1:01,74    | +0,78  | Ilka Štuhec                         |
| 21.     | 14 lutego | 2019 | Åre                    | Gigant               | 2:01,97    | +3,07  | Petra Vlhová                        |
| 1.      | 11 lutego | 2021 | Cortina d’Ampezzo      | Supergigant          | 1:25,51    | -      | -                                   |
| 3.      | 13 lutego | 2021 | Cortina d’Ampezzo      | Zjazd                | 1:34,27    | +0,37  | Corinne Suter                       |
| DNQ     | 16 lutego | 2021 | Cortina d’Ampezzo      | Gigant równoległy    | -          | -      | Marta Bassino Katharina Liensberger |
| 1.      | 18 lutego | 2021 | Cortina d’Ampezzo      | Gigant               | 2:30,66    | -      | -                                   |
| DNS2    | 6 lutego  | 2023 | Courchevel/Méribel     | Kombinacja           | 1:57,47    | -      | Federica Brignone                   |
| 6.      | 8 lutego  | 2023 | Courchevel/Méribel     | Supergigant          | 1:28,06    | +0,37  | Marta Bassino                       |
| 9.      | 11 lutego | 2023 | Courchevel/Méribel     | Zjazd                | 1:28,03    | +0,71  | Jasmine Flury                       |
| 4.      | 17 lutego | 2023 | Courchevel/Méribel     | Gigant               | 2:07,13    | +0,31  | Mikaela Shiffrin                    |
| 8.      | 6 lutego  | 2025 | Saalbach               | Supergigant          | 1:20,47    | +0,70  | Stephanie Venier                    |
| DNF     | 6 lutego  | 2025 | Saalbach               | Zjazd                | 1:41,29    | -      | Breezy Johnson                      |
| 2.      | 11 lutego | 2025 | Saalbach               | Kombinacja drużynowa | 2:40,89    | +0,39  | Stany Zjednoczone                   |
| 5.      | 13 lutego | 2025 | Saalbach               | Gigant               | 2:22,71    | +2,68  | Federica Brignone                   |

### Mistrzostwa świata juniorów
| Miejsce | Dzień     | Rok  | Miejscowość            | Konkurencja | Czas biegu | Strata | Zwyciężczyni        |
| ------- | --------- | ---- | ---------------------- | ----------- | ---------- | ------ | ------------------- |
| 2.      | 7 marca   | 2007 | Altenmarkt             | Zjazd       | 1:39,69    | +0,07  | Tina Weirather      |
| 44.     | 8 marca   | 2007 | Altenmarkt             | Gigant      | 2:14,90    | +9,49  | Nicole Schmidhofer  |
| DNF1    | 9 marca   | 2007 | Altenmarkt             | Supergigant | 1:19,34    | –      | Nicole Schmidhofer  |
| 4.      | 23 lutego | 2008 | Formigal               | Supergigant | 1:40,19    | +1,58  | Viktoria Rebensburg |
| 2.      | 26 lutego | 2008 | Formigal               | Zjazd       | 1:50,13    | +0,60  | Ilka Štuhec         |
| DNF1    | 28 lutego | 2008 | Formigal               | Slalom      | 1:33,85    | –      | Bernadette Schild   |
| 8.      | 29 lutego | 2008 | Formigal               | Gigant      | 1:42,50    | +0,86  | Anna Fenninger      |
| DSQ1    | 4 marca   | 2009 | Garmisch-Partenkirchen | Supergigant | 1:19,80    | –      | Viktoria Rebensburg |

### Puchar Świata

#### Miejsca w klasyfikacji generalnej
- sezon 2007/2008: 54.
- sezon 2008/2009: 11.
- sezon 2010/2011: 10.
- sezon 2011/2012: 14.
- sezon 2012/2013: 9.
- sezon 2013/2014: 3.
- sezon 2014/2015: 9.
- sezon 2015/2016: 1.
- sezon 2016/2017: 4.
- sezon 2017/2018: 12.
- sezon 2018/2019: 21.
- sezon 2019/2020: 7.
- sezon 2020/2021: 2.
- sezon 2021/2022: 11.
- sezon 2022/2023: 2.
- sezon 2023/2024: 1.
- sezon 2024/2025: 2.

#### Statystyka miejsc na podium
| Sezon     | 1. miejsce | 2. miejsce | 3. miejsce | Razem |
| 2007/2008 | –          | –          | –          | –     |
| 2008/2009 | 1          | –          | 2          | 3     |
| 2009/2010 | –          | –          | –          | –     |
| 2010/2011 | 1          | 1          | 2          | 4     |
| 2011/2012 | –          | –          | –          | –     |
| 2012/2013 | 1          | –          | 1          | 4     |
| 2013/2014 | 7          | 1          | 1          | 9     |
| 2014/2015 | 2          | –          | 1          | 2     |
| 2015/2016 | 6          | 4          | 2          | 12    |
| 2016/2017 | 5          | 2          | 2          | 9     |
| 2017/2018 | 1          | 2          | –          | 3     |
| 2018/2019 | –          | 1          | 1          | 2     |
| 2019/2020 | 2          | –          | 1          | 3     |
| 2020/2021 | 6          | 3          | 1          | 10    |
| 2021/2022 | 2          | 2          | 1          | 5     |
| 2022/2023 | 3          | 2          | 4          | 9     |
| 2023/2024 | 8          | 4          | 4          | 16    |
| 2024/2025 | 3          | 6          | 1          | 10    |
| Suma      | 48         | 28         | 24         | 100   |

#### Zwycięstwa w zawodach
1. Sankt Moritz – 20 grudnia 2008 (supergigant)
2. Zauchensee – 9 stycznia 2011 (supergigant)
3. Val d’Isère – 14 grudnia 2012 (zjazd)
4. Sölden – 26 października 2013 (gigant)
5. Beaver Creek – 29 listopada 2013 (zjazd)
6. Beaver Creek – 30 listopada 2013 (supergigant)
7. Lake Louise – 8 grudnia 2013 (supergigant)
8. Cortina d’Ampezzo – 26 stycznia 2014 (supergigant)
9. Lenzerheide – 12 marca 2014 (zjazd)
10. Lenzerheide – 13 marca 2014 (supergigant)
11. Lake Louise – 7 grudnia 2014 (supergigant)
12. Sankt Moritz – 24 stycznia 2015 (zjazd)
13. Aspen – 27 listopada 2015 (gigant)
14. Val d’Isère – 18 grudnia 2015 (superkombinacja)
15. Val d’Isère – 19 grudnia 2015 (zjazd)
16. Lienz – 28 grudnia 2015 (gigant)
17. Garmisch-Partenkirchen – 7 lutego 2016 (supergigant)
18. La Thuile – 19 lutego 2016 (zjazd)
19. Sölden – 22 października 2016 (gigant)
20. Lake Louise – 4 grudnia 2016 (supergigant)
21. Val d’Isère – 18 grudnia 2016 (supergigant)
22. Garmisch-Partenkirchen – 22 stycznia 2017 (supergigant)
23. Cortina d’Ampezzo – 28 stycznia 2017 (zjazd)
24. Cortina d’Ampezzo – 21 stycznia 2018 (supergigant)
25. Crans-Montana – 21 lutego 2020 (zjazd)
26. Crans-Montana – 22 lutego 2020 (zjazd)
27. Sankt Anton – 10 stycznia 2021 (supergigant)
28. Crans-Montana – 24 stycznia 2021 (supergigant)
29. Garmisch-Partenkirchen – 30 stycznia 2021 (supergigant)
30. Garmisch-Partenkirchen – 1 lutego 2021 (supergigant)
31. Val di Fassa – 26 lutego 2021 (zjazd)
32. Val di Fassa – 27 lutego 2021 (zjazd)
33. Sankt Moritz – 11 grudnia 2021 (supergigant)
34. Zauchensee – 15 stycznia 2022 (zjazd)
35. Killington – 26 listopada 2022 (gigant)
36. Sankt Anton – 15 stycznia 2023 (supergigant)
37. Soldeu – 16 marca 2023 (supergigant)
38. Sölden – 28 października 2023 (gigant)
39. Killington – 25 listopada 2023 (gigant)
40. Zauchensee – 14 stycznia 2024 (supergigant)
41. Cortina d’Ampezzo – 28 stycznia 2024 (supergigant)
42. Kronplatz – 30 stycznia 2024 (gigant)
43. Soldeu – 10 lutego 2024 (gigant)
44. Crans-Montana – 16 lutego 2024 (zjazd)
45. Kvitfjell – 2 marca 2024 (supergigant)
46. Garmisch-Partenkirchen – 26 stycznia 2025 (supergigant)
47. Sun Valley – 23 marca 2025 (supergigant)
48. Sun Valley – 25 marca 2025 (gigant)

#### Pozostałe miejsca na podium

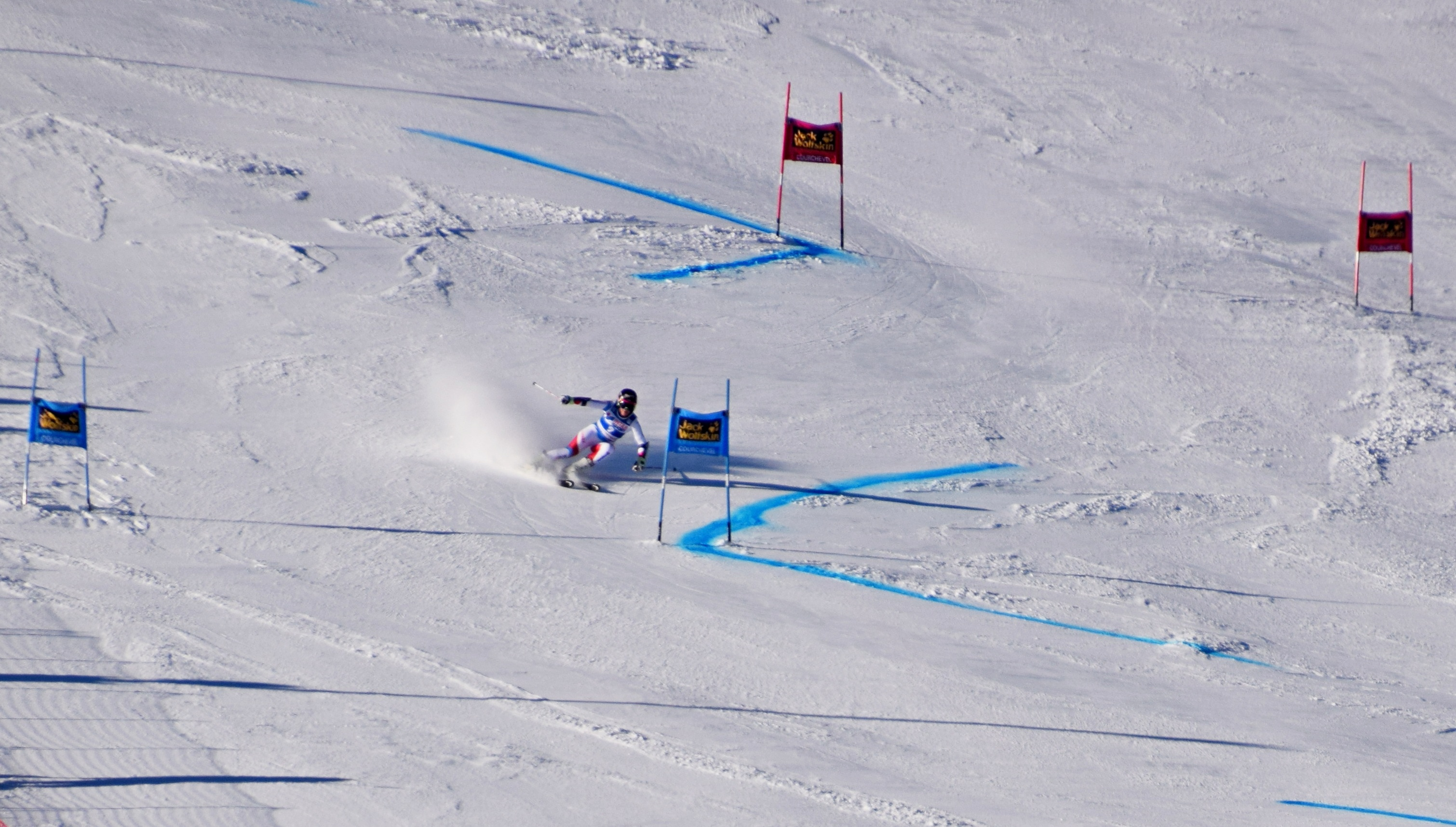
Lara Gut podczas pierwszego wjazdu (gigant) w Courchevel 20 grudnia 2015 roku, gdzie zajęła 2. miejsce

1. Sankt Moritz – 2 lutego 2008 (zjazd) – 3. miejsce
2. Semmering – 28 grudnia 2008 (gigant) – 3. miejsce
3. Val d’Isère – 18 grudnia 2010 (zjazd) – 3. miejsce
4. Cortina d’Ampezzo – 23 stycznia 2011 (supergigant) – 3. miejsce
5. Lenzerheide – 16 marca 2011 (zjazd)  – 2. miejsce
6. Lenzerheide – 17 marca 2013 (gigant) – 3. miejsce
7. Val d’Isère – 22 grudnia 2013 (gigant) – 2. miejsce
8. Are – 6 marca 2014 (gigant) – 3. miejsce[4]
9. Courchevel – 20 grudnia 2015 (gigant) – 2. miejsce[5]
10. Zauchensee – 10 stycznia 2016 (supergigant) – 2. miejsce
11. Cortina d’Ampezzo – 23 stycznia 2016 (zjazd) – 3. miejsce
12. La Thuile – 21 lutego 2016 (supergigant) – 2. miejsce
13. Lenzerheide – 13 marca 2016 (superkombinacja) – 3. miejsce
14. Sankt Moritz – 17 marca 2016 (supergigant) – 2. miejsce
15. Sankt Moritz – 20 marca 2016 (gigant) – 3. miejsce
16. Lake Louise – 3 grudnia 2016 (zjazd) – 2. miejsce
17. Sestriere – 10 grudnia 2016 (gigant) – 3. miejsce
18. Maribor – 7 stycznia 2017 (gigant) – 3. miejsce
19. Garmisch-Partenkirchen – 21 stycznia 2017 (zjazd) – 2. miejsce
20. Lake Louise – 3 grudnia 2017 (supergigant) – 2. miejsce
21. Bad Kleinkirchheim – 13 stycznia 2018 (supergigant) – 2. miejsce
22. Sankt Moritz – 8 grudnia 2018 (supergigant) – 2. miejsce
23. Garmisch-Partenkirchen – 26 stycznia 2019 (supergigant) – 3. miejsce
24. Bansko – 26 stycznia 2020 (supergigant) – 3. miejsce
25. Lech – 26 listopada 2020 (slalom równoległy) – 3. miejsce
26. Crans Montana – 23 stycznia 2021 (zjazd) – 2. miejsce
27. Kronplatz – 26 stycznia 2021 (gigant) – 2. miejsce
28. Val di Fassa – 28 lutego 2021 (supergigant) – 2. miejsce
29. Sölden – 23 października 2021 (gigant) – 2. miejsce
30. Lake Louise – 5 grudnia 2021 (supergigant) – 2. miejsce
31. Lenzerheide – 5 marca 2022 (supergigant) – 3. miejsce
32. Semmering – 28 grudnia 2022 (gigant) – 2. miejsce
33. Kranjska Gora – 8 stycznia 2023 (gigant) – 3. miejsce
34. Sankt Anton – 14 stycznia 2023 (supergigant) – 3. miejsce
35. Kronplatz – 24 stycznia 2023 (gigant) – 2. miejsce
36. Kvitfjell – 3 marca 2023 (supergigant) – 3. miejsce
37. Soldeu – 15 marca 2023 (zjazd) – 3. miejsce
38. Mont-Tremblant – 3 grudnia 2023 (gigant) – 2. miejsce
39. Sankt Moritz – 8 grudnia 2023 (supergigant) – 3. miejsce
40. Kranjska Gora – 6 stycznia 2024 (gigant) – 2. miejsce
41. Zauchensee – 12 stycznia 2024 (supergigant) – 3. miejsce
42. Cortina d’Ampezzo – 26 stycznia 2024 (zjazd) – 2. miejsce
43. Crans-Montana – 17 lutego 2024 (zjazd) – 3. miejsce
44. Kvitfjell – 3 marca 2024 (supergigant) – 2. miejsce
45. Are - 9 marca 2024 (gigant) - 3. miejsce
46. Beaver Creek – 14 grudnia 2024 (zjazd) – 3. miejsce
47. Beaver Creek – 15 grudnia 2024 (supergigant) – 2. miejsce
48. Sankt Moritz – 21 grudnia 2024 (supergigant) – 2. miejsce
49. Cortina d’Ampezzo – 19 stycznia 2025 (supergigant) – 2. miejsce
50. Kronplatz – 21 stycznia 2025 (gigant) – 2. miejsce
51. Sestriere – 22 lutego 2025 (gigant) – 2. miejsce
52. Kvitfjell – 2 marca 2025 (supergigant) – 2. miejsce